# Аль-Батин (футбольный клуб)
«Аль-Батин» (араб. نادي الباطن‎) — саудовский футбольный клуб из города Хафар-эль-Батин, выступающий в Саудовской Про-лиге.
«Аль-Батин» был основан в 1979 году. В 2008 году он вышел во Второй дивизион. По итогам сезона 2010/11 «Аль-Батин» победил в группе B Второго дивизиона и вышел в Первый. Следующие четыре года команда играла роль середняка во второй по значимости лиге Саудовской Аравии. В чемпионате 2015/16 «Аль-Батин» занял третье место, дававшее право сыграть в стыковых матчах с 12-й командой Про-лиги, которой стал «Аль-Раед». В первом поединке «Аль-Батин» одолел дома противника со счётом 2:1, но в ответном матче был разгромлен со счётом 1:4 и казалось упустил путёвку в Про-лигу. Однако из-за договорного матча победитель Первого дивизиона «Аль-Муджаззаль» был отправлен во Второй дивизион, а второе место и выход в Про-лигу перешли к «Аль-Батину».
Команда под руководством египетского тренера Аделя Абдельрахмана, участника чемпионата мира 1990 года, сыграла свой первый матч на высшем уровне 11 августа, проведя его в гостях против самого титулованного и популярного клуба страны, «Аль-Хиляля», уступив ему со счётом 0:2. Но уже в следующем туре «Аль-Батин» сумел одержать свою первую победу в Про-лиге, неожиданно дома одолев также один из традиционно ведущих клубов Саудовской Аравии, «Аль-Шабаб», благодаря единственному голу бразильского нападающего Жорже Силвы на третьей минуте матча.

## История выступлений
| Сезон   | Дивизион        | Место           | И  | В  | Н  | П  | Голы    | ±   | О  | Кубок |
| ------- | --------------- | --------------- | -- | -- | -- | -- | ------- | --- | -- | ----- |
| 2008/09 | Второй дивизион | 6-е             | 26 | 9  | 6  | 11 | 37 − 35 | +2  | 33 |       |
| 2009/10 | Второй дивизион | 8-е             | 26 | 9  | 7  | 10 | 36 − 39 | -3  | 34 |       |
| 2010/11 | Второй дивизион | 1- е в группе B | 18 | 12 | 5  | 1  | 34 − 12 | +22 | 41 |       |
| 2011/12 | Первый дивизион | 13-е            | 30 | 8  | 10 | 12 | 39 − 50 | −11 | 34 |       |
| 2012/13 | Первый дивизион | 10-е            | 30 | 9  | 9  | 12 | 42 − 41 | +1  | 36 |       |
| 2013/14 | Первый дивизион | 9-е             | 30 | 10 | 10 | 10 | 38 − 38 | 0   | 40 |       |
| 2014/15 | Первый дивизион | 10-е            | 30 | 10 | 6  | 14 | 37 − 34 | +3  | 36 |       |
| 2015/16 | Первый дивизион | 2-е             | 30 | 15 | 8  | 7  | 49 − 31 | +18 | 53 |       |
| 2016/17 | Про-лига        | 12-е            | 26 | 6  | 8  | 12 | 31 − 43 | −12 | 26 |       |
| 2017/18 | Про-лига        | 11-е            | 26 | 8  | 7  | 11 | 35 − 46 | −11 | 31 |       |
| 2018/19 | Про-лига        |                 |    |    |    |    |         |     |    |       |